# The Great Cold Distance
The Great Cold Distance es el séptimo álbum de estudio de la banda sueca de doom metal Katatonia, publicado el 13 de marzo de 2006 por Peaceville Records. 
Es el disco que hizo saltar al grupo a un público más extenso como queda demostrado con los videos que se hicieron de Deliberation, My Twin y July. Parte de los fanes considera este disco como "demasiado comercial", lo que causó cierta polémica entre sus seguidores.
En Suecia se puso a la venta una edición limitada con un póster de la banda y varias postales, así como el vídeo promocional de la canción "My Twin".

## Lista de canciones
1. "Leaders" – 4:20
2. "Deliberation" – 3:59
3. "Soil's Song" – 4:12
4. "My Twin" – 3:41
5. "Consternation" – 3:50
6. "Follower" – 4:45
7. "Rusted" – 4:21
8. "Increase" – 4:20
9. "July" – 4:45
10. "In The White" – 4:53
11. "The Itch" – 4:20
12. "Journey Through Pressure" – 4:20
13. "Displaced" (sólo en la edición limitada en doble vinilo)
14. "Dissolving Bonds" (sólo en la edición limitada en doble vinilo)
15. "In The White (Urban Dub Mix)" (sólo en la edición limitada en doble vinilo)
16. "Code Against The Code" (sólo en la edición limitada en doble vinilo)

## Créditos
- Jonas Renkse – voz, guitarra, teclados, loops, programación
- Anders Nyström – guitarra, coros, teclados, loops, programación
- Fred Norrman – guitarra
- Daniel Liljekvist – batería, coros
- Mattias Norrman – bajo

- Datos: Q370514